# Reial Acadèmia de Medicina i Ciències afins de la Comunitat Valenciana
La Reial Acadèmia de Medicina i Ciències afins de la Comunitat Valenciana (1830), és una institució pública de la Comunitat Valenciana de caràcter científica amb seu en la ciutat de València i demarcació en tot el territori autonòmic de la Comunitat Valenciana, a més es «Membre Associat de l'Institut d'Espanya» des de 1979

## Breu ressenya històrica[2]
Va nàixer per un Reial decret del rei Ferran VII d'Espanya de data 28 d'agost de 1830 “por el que se aprueba el Reglamento general para el régimen literario e interior de las Reales Academias de Medicina y Cirugía del Reino”. A més de la de València es van donar a llum otres nou acadèmias en diferents parts del territori espanyol, incardinades a l'organització sanitària sota el control de la, aleshores, 'Junta Suprema Gubernativa'.
En els seus començaments, període que abraça de 1830 fins 1876, constava com a president el ministre de Foment, però la “presidencia de fet” la detentava el vicepresident de l'Acadèmia. Amb aquestes condicions, el primer va ser el doctor Antonio Ajós, qui va dotar a l'institució dels seus primers estatuts publicats en gener de 1831 únicament dirigit a l'estudi de la Medicina. El seu fin va ser el foment de l'estudi i l'investigació pel que vol convertir-se en forum de professionals de la Medicina, a mes d'una estrada des de on participar el seu coneixement. Les seues sessions inaugurals del curs -no exemptes de càrrega protocol·lària- i els discurses i conferencies reunien el millor de la Sanitat valenciana, motiu pel qual amb els nous estatuts de 1874 es va admetre en l'Acadèmia als farmacèutics i als veterinaris en qualitat de acadèmics agregats. Tota aquesta labor d'estudi i d'investigació va a difondre's mitjançant la publicació dels treballs en els Anales de la Real Academia de Medicina de Valencia fidel reflex del presentat cada curs acadèmic. A més va realitzar labors quasi-administratives com la proposta de candidats a membre de les Juntas provinciales de Sanitat i Beneficència o la recomanació de futurs professors a la Universitat per citar examples, d'acord amb l'esquema sanitari de l'època.
Actualment aquesta institució centenària està dirigida per la Junta de Govern composta per cinc membres: president, vicepresident, secretari, vicesecretari i bibliotecari. La vida interna continua estant centrada a l'estudi i l'investigació, des de l'obertura de l'any amb la sessió inaugural del curs que presenta tots els actes acadèmics que externalitzen aqueixa labor (discurs, conferencies, premis) i en els quals poden intervenir tots els acadèmics numeraris i els personalitats d'aquest àmbit tant espanyols com a estrangers que pugan aportar els seus alts coneixements de Medicina, Farmàcia o Veterinaria (les ciències afins). També organitza el certamen anual per a atogar un Premi que porta l'honor de ser reconegut com acadèmic correspondent a l'autor del millor treball dels presentats i amb l'esdevindre dels temps s'han anat afegint tres premis més.
A més manté convenis de col·laboració amb totes les Universitats de la Comunitat Valenciana, així com amb tots els Col·legis provinicals de Metges, Farmacèutics i Veterinaris.
A més manté una estreta i cordial col·laboració amb l'Administració pública en els tres nivells territorials (estatal, autonòmic y local).

## Presidents[4]
1. Dr. Antonio Ajós (1830-1831†)
2. Dr. Manuel Pizcueta i Brel (1831-1834)
3. Dr. Vicent Llobet i Tomàs (1834†)
4. Dr. Josep Pizcueta i Donday (1834-1847)
5. Dr. Vicente Gascó i Vilar (1847-1849)
6. Dr. Josep Pizcueta i Donday (1849-1867)
7. Dr. Joaquim Casañ i Riglà (1867-1868)
8. Dr. José Mª Gómez Alamá (1869-1874)
9. Dr. Salvador López i Català (1875-1876)
10. Dr. Elías Martínez Gil (1877-1886)
11. Dr. Joaquim Serrano Cañete (1887-1893)
12. Dr. Pelegrí Casanova i Ciurana (1894-1896)
13. Dr. Esteban Montero Ruiz (1896-1898)
14. Dr. Constantí Gómez i Reig (1899-1902)
15. Dr. Francesc Orts i Orts (1903-1908)
16. Dr. Vicent Peset i Cervera (1909-1912)
17. Dr. Adolfo Gil y Morte (1913-1916)
18. Dr. Enrique Slocker de la Pola (1917-1918)
19. Dr. Ramon Gómez i Ferrer (1919-1920)
20. Dr. Juan Bartual i Moret (1921-1922)
21. Dr. Faustí Barberà i Martí (1923-1924)
22. Dr. Vicente Navarro Gil (1925-1927)
23. Dr. Enrique López Sancho (1928-1930)
24. Dr. Agustín Trigo Mezquita (1931-1932)
25. Dr. Jesus Bartrina Capella (1933-1934)
26. Dr. Francesc Brugada i Mira (1935-1936)
27. Dr. Miquel Martí i Pastor (1943-1948)
28. Dr. Francisco Gimeno Márquez (1949-1952)
29. Dr. José Tomás López-Trigo (1953-1956)
30. Dr. Rafael Alcalá Santaella (1957-1959)
31. Dr. Manuel Beltrán Báguena (1960-1966)
32. Dr. Juan José Barcia Goyanes (1967-1970)1
33. Dr. Fco. Javier García-Conde Gómez (1971-1998)
34. Dr. Vicente Tormo de Alfonso (1999-2007)
35. Dr. Benjamín Narbona i Arnau (2008-2009)
36. Dr. Antonio Llombart i Bosch (2010-2018)
37. Dra. Carmen Leal Cercòs (en el càrrec)

## Categories
La seua estructura està composta per tres categories d'acadèmics perquè la categoria d'acadèmic agregat va desaparéixer en favor de la igualtat de les tres ciències.
1. Acadèmics Numeraris (50 aproximadament)
2. Acadèmics d'Honor (en nombre indeterminat)
3. Acadèmics Correspondents (en nombre indeterminat)

## Seu
Principalment ha estat en locals de la Facultat de Medicina de la Universitat de València, tant en el recinte de l'antic Hospital provincial de València (aleshores Biblioteca Pública de València) amb entrada pel carrer de Guillem de Castro, com després de la Guerra Civil Espanyola en el nou edifici facultatiu de la via de Blasco Ibañez des de mitjan del segle xx; però no es pot oblidar que -a l'inici- va haver d'estar “hostatjat”en el domicili dels tres primers presidents.